# ریس هورس (کشتی تندرو)
ریس هورس (کشتی تندرو) (به انگلیسی: Race Horse (clipper)) یک کشتی بود که طول آن 128 ft. LOA بود. این کشتی در سال ۱۸۵۰ ساخته شد.